# Горячево (Псковська область)
Горячево (рос. Горячево) — присілок в Опочецькому районі Псковської області Російської Федерації.
Населення становить 12 осіб. Входить до складу муніципального утворення Болгатовська волость.

## Історія
Від 2015 року входить до складу муніципального утворення Болгатовська волость.

## Населення
| 2001 | 2002 | 2010 | 2013 | 2014 | 2015 | 2016 |
| ---- | ---- | ---- | ---- | ---- | ---- | ---- |
| 49   | ↘20  | ↘10  | ↗16  | →16  | ↘15  | ↘12  |